# Doktor Mugg
 (juillet 2014).
Doktor Mugg  est une série télévisée suédoise diffusée à partir de  2002 sur TV4 (Suède).

## Fiche technique
- Titre original : Doktor Mugg
- Réalisation : Fredde Granberg (en)
- Scénario : Thomas Claesson, Fredde Granberg (en), Johan Petersson (sv), Stefan Roos
- Sociétés de production :TV4 (Suède)
- Pays :  Suède
- Langue : suédois

## Distribution
- Markoolio (en) : Doktor Mugg
- Johan Petersson (sv)
- Örjan Hamrin
- Bengt Carlsson (sv)
- Michaela de la Cour (sv)
- Vanna Rosenberg (en)
- Fredde Granberg (en)
- Tobias G Kronkvist